# František Zíka
František Zíka (2. prosince 1869 Dobrá Voda – 6. prosince 1931 Opava), byl český a československý politik, poslanec Revolučního národního shromáždění za agrárníky.

## Biografie
Pocházel z rodiny hajného. Vystudoval rolnickou školu v Českých Budějovicích, pak lihovarnickou školu v Praze (uvádí se i jako absolvent vyšší hospodářské školy v Libverdě). Působil jako hospodářský správce na různých panstvích v Čechách. Koncem 19. století představoval výraznou postavu agrárního hnutí v Slezsku. Angažoval se v Ústřední hospodářské společnosti založené roku 1895 (od roku 1897 byl jejím tajemníkem). Roku 1901 založil organizaci Politická hospodářská jednota (též Jednota českých hospodářských společenstev ve Slezsku) jako předstupeň ke vzniku politické strany mezi českojazyčným obyvatelstvem v této části Českých zemí. Stál u zrodu několika slezských hospodářských spolků a odborných škol. V roce 1906 založil a pak delší dobu redigoval list Zemědělské a družstevní rozhledy.
Od roku 1918 do roku 1920 zasedal v Revolučním národním shromáždění za Republikánskou stranu československého venkova. Profesí byl přednostou ústředí hospodářských společenstev.
Angažoval se v přípravách plebiscitu na Těšínsku a v otázce připojení Hlučínska k ČSR. Počátkem 20. let podporoval vydávání listu Ślazak v Czechoslowacyi, který cílil na národnostně nevyhraněné česko-polské obyvatelstvo na Těšínsku. V roce 1920 se stal prezidentem Slezské zemědělské rady v Opavě a ředitelem zemědělského ústavu v Bratislavě. V roce 1924 se usadil v obci Štítina, kde koupil zbytkový šlechtický statek. Podílel se na založení Zemědělské jednoty ČSR. Roku 1926 byl povolán na Slovensko, kde řídil Ústřední družstvo v Bratislavě.
Zemřel v prosinci 1931, ve slezské zemské nemocnici v Opavě. V jiných zdrojích je mylně uváděno místo úmrtí Štítina.